# 擦鞋機

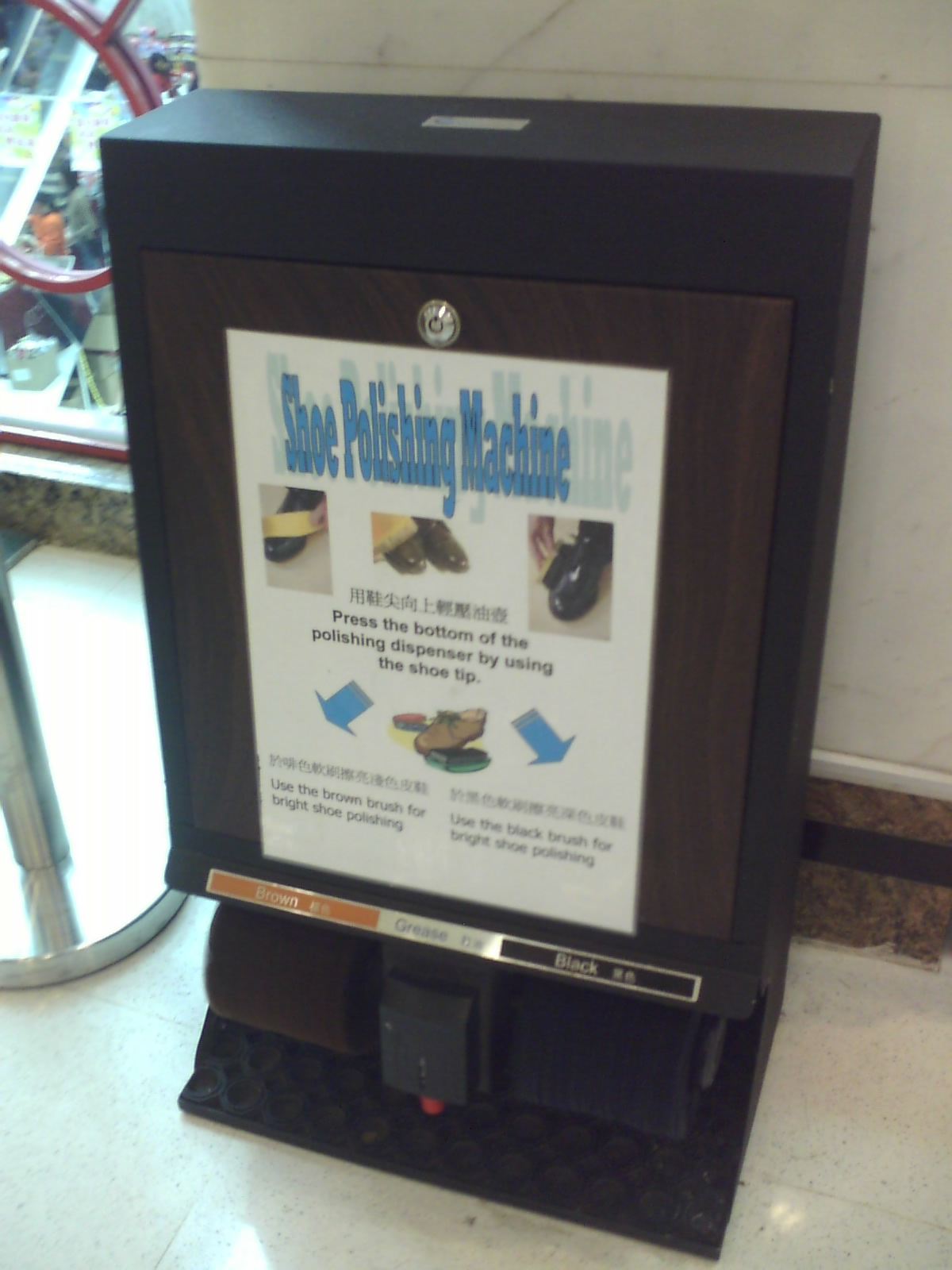
一台在大埔的一個商場的擦鞋機

擦鞋機也叫自動擦鞋機，是一個電動擦鞋的機器，多數是放在商場和餐馆，供人自行使用。擦鞋机通常是免费使用的，通过擦鞋机上显示的广告获得收益。

## 使用方法
首先在鞋的不同方塗上無色鞋油，再在滾輪下讓機器自動塗上有色鞋油，便完成擦鞋程序。